# Тилли, Джон
Джон Тилли (англ. John Tilley; 21 [31?] января 1869 — 5 апреля 1952) — британский дипломат.
Окончил кембриджский Королевский колледж (бакалавр искусств, 1890), где учился с 1887 года (магистр искусств, 1894). С 1893 года на службе в Форин-офис.
В 1921—1925 годах посол Великобритании в Бразилии.
В 1926—1931 годах посол Великобритании в Японии.
Рыцарь Великого Креста ордена Святого Михаила и Святого Георгия (1927, рыцарь-командор 1919).